# Jean Roger (homme politique, 1923-2011)
Pour les articles homonymes, voir Jean Roger.
Jean Roger, né le 30 septembre 1923 à Saint-Sardos (Tarn-et-Garonne) et mort le 18 juin 2011 à Montauban, est un homme politique français, ancien maire de la commune de Saint-Sardos et sénateur du Tarn-et-Garonne.

## Biographie

### Jeunesse et éducation
Né le 30 septembre 1923 à Saint-Sardos d'un père forgeron, Jean Roger va à l'école primaire du village avant de poursuivre ses études au collège de Castelsarrasain. Il s'inscrit ensuite à la faculté de médecine de Toulouse avant de s'orienter vers l'école vétérinaire où il obtient son diplôme avant de s'installer dans son village natal.

### Carrière politique
Il commence sa carrière politique en 1970 en se présentant aux élections cantonales, comme candidat du Parti radical, durant lesquelles il est élu dans le canton de Verdun-sur-Garonne. Par la suite membre du Mouvement des radicaux de gauche (MRG), il est reconduit dans sa fonction de Conseiller général jusqu'en 1994.
Jean Roger est élu maire de Saint-Sardos en 1971, fonction qu'il occupe durant 30 ans.
À l'occasion des élections sénatoriales de 1977, il devient suppléant du sénateur Pierre Tajan, élu lors d'une élection partielle en 1975. À la suite du décès de ce dernier le 20 mars 1984, Jean Roger lui succède au Palais du Luxembourg. À l'issue de ce premier mandat, Jean Roger est réélu en septembre 1986 aux côtés de Jean-Michel Baylet, lui aussi sénateur de Tarn-et-Garonne et président du MRG.
Membre du groupe Rassemblement démocratique et européen (nommé Gauche démocratique avant 1989), il est nommé à la commission des affaires culturelles puis à la commission des affaires économiques en 1986. Au cours de ses deux mandats de sénateur, Jean Roger participe à trois missions à l'étranger à la suite desquelles il remet trois rapports, cosigne six propositions de lois et adresse plus d'une vingtaine de questions au Gouvernement. Les sujets agricoles sont au cœur de son action, occupant l'essentiel de ses prises de parole. Au delà des thèmes agricoles, Jean Roger défend un amendement visant à la réduction, voire la suppression, du remboursement prévu par l'Etat des frais de campagne des candidats responsables d'affichage sauvage, s'abstient de voter la loi relative au revenu minimum d'insertion du 1er décembre 1988, s'oppose à la loi constitutionnelle intégrant le traité de Maastricht au droit français le 25 juin 1992, et vote la loi relative aux pensions de retraite et à la sauvegarde de la protection sociale du 22 juillet 1993.
A la fin de son mandat sénatorial, le 1er octobre 1995, Jean Roger, âgé de 72 ans, décide de ne pas se représenter. Il se consacre ainsi à son rôle de maire de Saint-Sardos, qu'il occupe jusqu'en 2001.
Retiré de la vie politique, il écrit cependant en 2008 au président de la République Nicolas Sarkozy pour protester contre la fermeture de bureaux de poste dans une trentaine de petites communes du Tarn-et-Garonne.
Jean Roger est décoré de la Légion d'honneur en qualité de chevalier en 2010, des mains du préfet qui loue « un exemple de parcours républicain ».

### Décès
Jean Roger décède le 18 juin 2011 à Montauban à l'âge de 87 ans.
Jean-Michel Baylet lui rend hommage, gardant le souvenir « d'un homme cultivé, attaché à ses convictions et aux valeurs humanistes », tandis que la député radicale Sylvia Pinel souligne son "refus de l'injustice" et l'empreinte laissée par l'ancien conseiller général et sénateur sur le département.
Ses obsèques ont lieu le 22 juin 2011 en l'église de Saint-Sardos.

### Famille
Marié à Marie-Thérèse, née Cayrel, Jean Roger a deux fils, Denis et Hervé.
Son fils, Denis Roger, fut maire de Verdun-sur-Garonne de 1989 à 2014 et conseiller départemental de Tarn-et-Garonne de 1994 à 2021. Comme son père avant lui, il a reçu les insignes de Chevalier de la Légion d'honneur en 2017. Il meurt le 9 avril 2022 à l'âge de 70 ans.

## Hommages
- Jean-Roger s'est vu remettre les insignes de Chevalier de la Légion d'honneur en 2010[3] au motif de "42 ans de services civils, militaires et de fonctions électives"[8].
- Le stade municipal de Saint-Sardos porte le nom de Jean Roger depuis 2012, année du centenaire des Francs-Tireurs de Saint-Sardos, le club de football local[9].

## Détail des fonctions et des mandats
Mandats locaux
- 1970 - 1971 : Conseiller municipal de Saint-Sardos
- 1971 - 1977 : Maire de Saint-Sardos
- 1977 - 1983 : Maire de Saint-Sardos
- 1983 - 1989 : Maire de Saint-Sardos
- 1989 - 1995 : Maire de Saint-Sardos
- 1995 - 2001 : Maire de Saint-Sardos
- 1970 - 1976 : Conseiller général du canton de Verdun-sur-Garonne
- 1976 - 1982 : Conseiller général du canton de Verdun-sur-Garonne
- 1982 - 1988 : Conseiller général du canton de Verdun-sur-Garonne
- 1988 - 1994 : Conseiller général du canton de Verdun-sur-Garonne
- 1984 - 1986 : Conseiller régional de Midi-Pyrénées
- 1986 - 1987 : Conseiller régional de Midi-Pyrénées

Mandats parlementaires
- 21 mars 1984 - 28 septembre 1986 : Sénateur de Tarn-et-Garonne
- 28 septembre 1986 - 1er octobre 1995 : Sénateur de Tarn-et-Garonne